# Revue d'histoire de l'Amérique française

Un numéro de la RHAF en 2018. (« Plan des côtes de l'île de Montréal ... vers 1750 »)

La Revue d’histoire de l’Amérique française (RHAF), fondée par le chanoine Lionel Groulx en 1947, est une revue scientifique à comité de lecture publiée par l’Institut d’histoire de l’Amérique française (IHAF) et consacrée à l'histoire du Québec, du Canada français et de l’Amérique française. Son champ d'étude inclut les relations avec d’autres groupements et les travaux de nature comparative. La revue accueille également des réflexions méthodologiques et théoriques sur l’histoire moderne et contemporaine.
La RHAF publie des articles, des bilans historiographiques, des notes de recherche, des notes critiques et des comptes rendus qui contribuent au progrès de la connaissance historique. À l’occasion, par exemple à la suite d'un congrès ou d'un colloque, elle publie des numéros spéciaux thématiques.
Chaque année, un jury de l'IHAF décerne le Prix de la Revue d'histoire de l'Amérique française au meilleur article publié dans le dernier volume complet de la revue.

## Référence
- Revue d’histoire de l’Amérique française, Institut d’histoire de l’Amérique française, Montréal, 1947-…, revue trimestrielle  (ISSN 0035-2357)
- Revue d'histoire de l'Amérique française sur Érudit.